# Ma capita tutto a me?
Ma capita tutto a me? (Out on a Limb) è un film statunitense del 1992 diretto da Francis Veber.